# جيمس كويبل
جيمس إدوارد كويبل (11 نوفمبر 1867 – 5 يونيو 1935) كان عالم مصريات بريطاني.

## السيرة الذاتية
ولد كويبل في نيوپورت، شروپشاير. تزوج من الفنانة وعالمة الآثار الاسكتلندية آني أبيرنيثي بيري كويبل في عام 1900.
تلقى تعليمه في مدرسة آدمز للقواعد في نيوپورت وكنيسة المسيح، أكسفورد. أصبح مفتونًا بالآثار وعرض نفسه كطالب على البروفيسور فلندرز بيتري، الذي عمل معه في قفط في عام 1893، ثم في نقادة، دير البلاص، الأقصر، الكاب، وهيراكونبوليس في السنوات التالية، بما في ذلك الرامسيوم. كما ساعد سيسيل فيرث في حفرياته في سقارة. بين عامي 1899 و1904، خدم أيضًا كمفتش رئيسي للآثار في الدلتا وصعيد مصر الأوسط (هوارد كارتر، الذي كان مفتشًا رئيسيًا في الأقصر، كان نظيره). في وقت لاحق، بين عامي 1904 و1905، تم تعيينه كمفتش رئيسي في سقارة. بين عامي 1914 و1923، كان حارسًا في المتحف المصري بالقاهرة، وعمل كمدير للحفريات في هرم زوسر المدرج بين عامي 1931 و1935.[بحاجة لمصدر]
بعد دراسة لمدة ستة أشهر في جامعة هومبولت في برلين، تم تعيينه في لجنة الكتالوج الخاصة بـ المتحف المصري، وفي عام 1899 كمفتش في هيئة الآثار، وكان زميله هوارد كارتر.
عمل في سقارة، وفي وادي الملوك (حيث اكتشف مقبرة يويا وتويا في عام 1905)، وفي هيراكونبوليس (التي كانت تسمى نخن في العصور القديمة)، حيث اكتشف فريقه لوحة نعرمر في عام 1898. في عام 1898 تم تعيينه مفتشًا لهيئة الآثار لمنطقتي الدلتا وصعيد مصر الأوسط. لاحقًا شغل منصب مدير المتحف المصري من عام 1914 إلى 1923 وأمين عام هيئة الآثار حتى عام 1925 عندما تقاعد.

## روابط خارجية
- مؤلفات جيمس كويبل في مشروع غوتنبرغ
- أعمال أو نبذة عن جيمس كويبل على أرشيف الإنترنت